# Al-Muajjad Ahmad egyiptomi szultán
Al-Muajjad Ahmad, azaz Siháb ad-Dín Abú l-Fath Ahmad ibn al-Asraf Ínál (1430 körül – ?) al-Asraf Ínál fia, az egyiptomi burdzsí (cserkesz) mamlúkok tizennegyedik szultánja volt (uralkodott 1461. február 26-ától június 28-áig). Teljes titulusa al-Malik al-Muajjad, melynek jelentése „az ünnepelt király”.
Ínál körülbelül nyolcvanéves korában hunyt el 1461. február 26-án. Oly sok elődjéhez hasonlóan megpróbálta fia, Ahmad számára biztosítani a trónt, ám a szokásos mamlúk forgatókönyv szerint gyermekét rövidesen egy idősebb, befolyásos politikus tette le Huskadam atabég személyében, aki már – elődeivel ellentétben – nem Barkúk, hanem al-Muajjad Sajh háznépéhez tartozott, új „szultángenerációt” indítva útjára.